# Eschscholzia californica
A  papoula-da-califórnia ou  papoula-californiana  (Eschscholzia californica) é uma planta da família Papaveraceae originária da América do Norte.
Suas folhas foram usadas medicinalmente por índios norte-americanos.
É uma espécie exótica ou espécie invasora na Austrália, Chile, Argentina e África do Sul.
https://www.criasaude.com.br/fitoterapia/papoula-californiana.html